# Piotr Perżyło
Piotr Perżyło (ur. 15 listopada 1961, zm. 21 stycznia 2012 w Czechowicach-Dziedzicach) – polski lekkoatleta specjalizujący się w pchnięciu kulą.

## Osiągnięcia
Sport uprawiał od 1976 roku. W swoim dorobku ma 22 medale zdobyte na seniorskich mistrzostwach Polski (10 zdobył na otwartym stadionie i 12 w hali). Przez 15 lat był członkiem kadry narodowej. Startował w barwach Górnika Brzeszcze i AZS-AWF Gorzów Wielkopolski.
Po zakończeniu kariery startował w zawodach weteranów. W roku 2007 we włoskiej miejscowości Riccione zdobył tytuł mistrza świata weteranów osiągając wynik 15,84 m.

## Rekordy życiowe
- pchnięcie kulą – 20,23 (7 czerwca 1986, Rzeszów)[6] – 12. wynik w historii polskiej lekkoatletyki[7]